# Canthon tetraodon
Canthon tetraodon là một loài bọ cánh cứng trong họ Bọ hung (Scarabaeidae).